# Deutsche Fechtmeisterschaften 1972
Bei den Deutschen Fechtmeisterschaften 1972 wurden Einzel- und Mannschaftswettbewerbe in den Disziplinen Herrendegen, Herrensäbel und Herrenflorett ausgetragen. Bei den Damen wurde nur Florett gefochten. Die Meisterschaften wurden vom Deutschen Fechter-Bund organisiert.

## Herren

### Florett (Einzel)
| Platz | Sportler        | Verein                |
| ----- | --------------- | --------------------- |
| 1     | Dieter Wellmann | OFC Bonn              |
| 2     | Albrecht Wessel | OFC Bonn              |
| 3     | Harald Hein     | FC Tauberbischofsheim |

### Florett (Mannschaft)
| Platz | Verein                  | Sportler |
| ----- | ----------------------- | -------- |
| 1     | OFC Bonn                |          |
| 2     | FC Tauberbischofsheim   |          |
| 3     | Königsbacher SC Koblenz |          |

### Degen (Einzel)
| Platz | Sportler    | Verein                |
| ----- | ----------- | --------------------- |
| 1     | Jürgen Hehn | FC Tauberbischofsheim |
| 2     | Max Geuter  | TV 1860 Frankfurt     |
| 3     | Dieter Jung | MTV Stuttgart         |

### Degen (Mannschaft)
| Platz | Verein                | Sportler                                                              |
| ----- | --------------------- | --------------------------------------------------------------------- |
| 1     | FC Tauberbischofsheim | Elmar Beierstettel Harald Hein Jürgen Hehn Reinhold Behr Heinz Niehus |
| 2     | Heidenheimer SB       |                                                                       |
| 3     | OFC Bonn              |                                                                       |

### Säbel (Einzel)
| Platz | Sportler        | Verein                  |
| ----- | --------------- | ----------------------- |
| 1     | Paul Wischeidt  | TSV Bayer Dormagen      |
| 2     | Knut Höhne      | Königsbacher SC Koblenz |
| 3     | Volker Duschner | Königsbacher SC Koblenz |

### Säbel (Mannschaft)
| Platz | Verein                  | Sportler |
| ----- | ----------------------- | -------- |
| 1     | Königsbacher SC Koblenz |          |
| 2     | OFC Bonn                |          |
| 3     | TSV Bayer Dormagen      |          |

## Damen

### Florett (Einzel)
| Platz | Sportler         | Verein                  |
| ----- | ---------------- | ----------------------- |
| 1     | Karin Gießelmann | FC Tauberbischofsheim   |
| 2     | Monika Pulch     | Königsbacher SC Koblenz |
| 3     | Ute Kircheis     | FC Quadrath-Ichendorf   |

### Florett (Mannschaft)
| Platz | Verein                  | Sportler |
| ----- | ----------------------- | -------- |
| 1     | Kölner FK               |          |
| 2     | Königsbacher SC Koblenz |          |
| 3     | FC Tauberbischofsheim   |          |